# Benton County, Indiana
Benton County är ett county i delstaten Indiana, USA, med 8 854 invånare (2010). Den administrativa huvudorten (county seat) är Fowler. 

## Geografi
Enligt United States Census Bureau har countyt en total area på 1 053 km². 1 053 km² av den arean är land och 0 km² är vatten. 

### Angränsande countyn
- Newton County - nord
- Jasper County - nordost
- White County - öst
- Tippecanoe County - sydost
- Warren County - syd
- Vermilion County, Illinois - sydväst
- Iroquois County, Illinois - väst